# Велика Британія на літніх Олімпійських іграх 1928
На літніх Олімпійських іграх 1928 року Велику Британію представляли 232 спортсмена (201 чоловік та 31 жінка). Вони завоювали 3 золотих, 10 срібних і 7 бронзових медалей, що вивело збірну на 11-е місце у неофіційному командному заліку.

## Медалісти
| Медаль | Спортсмен | Вид спорту            | Дисципліна                               |
| ------ | --- | --------------------- | ---------------------------------------- |
| Золото | Річард Бізлі Едвард Воган Беван Джон Лендер Майкл Воррінер                                                                                                  | Академічне веслування | Чоловіки, четвірки                       |
| Золото | Дуглас Лоуе | Легка атлетика        | Чоловіки, 800 м                          |
| Золото | Девід Берлі | Легка атлетика        | Чоловіки, 400 м з бар'єрами              |
| Срібло | Френк Саутголл | Велоспорт             | Чоловіки, індивідуальна гонка по шосе    |
| Срібло | Джек Лаутервассер Джон Міддлтон Френк Саутголл | Велоспорт             | Чоловіки, командна гонка по шосе         |
| Срібло | Джон Сіббіт Ернест Чамберс | Велоспорт             | Чоловіки, тандем                         |
| Срібло | Мюріель Фрімен | Фехтування            | Жінки, рапіра, особиста першість         |
| Срібло | Теренс О'Браєн Роберт Нісбет | Академічне веслування | Чоловіки, двійки без рульового           |
| Срібло | Джемі Гамільтон Гай Олівер Ніколс Джон Бедкок Дональд Голлан Гарольд Лейн Гордон Кіллік Джек Бересфорд Гарольд Вест Артур Саллі                             | Академічне веслування | Чоловіки, вісімки                        |
| Срібло | Еллен Кінг | плавання              | Жінки, 100 м на спині                    |
| Срібло | Джойс Купер Еллен Кінг Циссі Стюарт Ірис Таннер | Плавання              | Жінки, естафета 4 × 100 м вільним стилем |
| Срібло | Джек Лондон | Легка атлетика        | Чоловіки, 100 м                          |
| Срібло | Волтер Ренджел | Легка атлетика        | Чоловіки, 200 м                          |
| Бронза | Френк Саутголл Гаррі Вайлд Леонард Вайлд Персі Вайлд | Велоспорт             | Чоловіки, командна гонка переслідування  |
| Бронза | Енні Броадбент Люсі Десмонд Маргарет Гартлі Емі Джаггер Ізобель Джудд Джессі Кайт Марджорі Мореман Едіт Піклес Етель Сеймур Ада Сміт Гільда Сміт Доріс Вудс | Гімнастика            | Жінки, командна першість                 |
| Бронза | Теодор Коллет | Академічне веслування | Чоловіки, одинаки                        |
| Бронза | Джойс Купер | Плавання              | Жінки, 100 м вільним стилем              |
| Бронза | Джойс Купер | Плавання              | Жінки, 100 м на спині                    |
| Бронза | Джек Лондон Волтер Ренджел Сиріл Джилл Едвард Смоуха | Легка атлетика        | Чоловіки, естафета 4 × 100 м             |
| Бронза | Семюел Рабін | боротьба              | Чоловіки, вільна боротьба, до 79 кг      |